# エンブレマタ

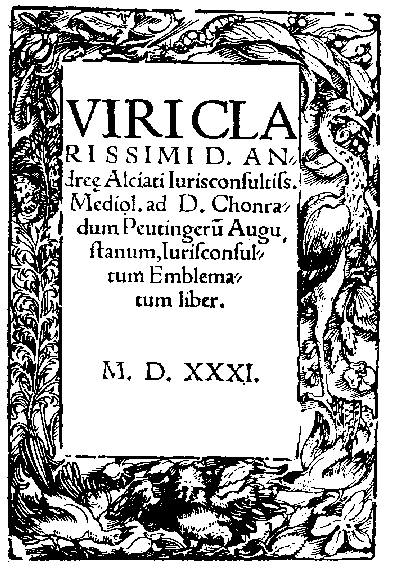
『エンブレマタ』初版のタイトルページ

『エンブレマタ（エンブレム集, Emblemata）』は、イタリアの法学者アンドレーア・アルチャートによってラテン語で書かれた最初のエンブレム・ブックである。1531年の初版以降、16世紀だけで少なくとも100以上の版を重ね、19世紀までに更に100近い版を上乗せするという、近世ヨーロッパのベストセラー作品となった。なお、「エンブレマタ」は、エンブレムを表すギリシア語の複数形である。この本のタイトルは複数あるが、一般的には『エンブレマタ』で通用する。

## 概要

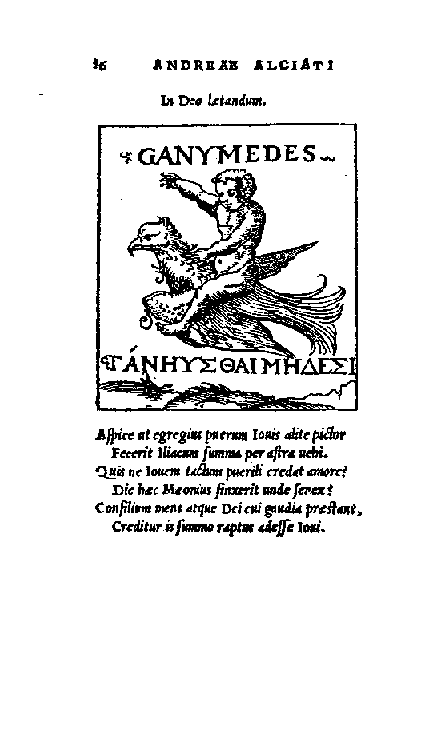
『エンブレマタ』所収のエンブレムの一つ

この場合のエンブレムとは、木版画による寓意図、対応する銘句、敷衍するテクストの3点が一体となったものを言う。テクストは普通韻文である（翻訳の場合は、散文であったり、韻律が崩れることもある）。右図で言うなら、"In Deo laetandum" とあるのが銘句、真ん中が寓意図、下の6行詩が銘句と寓意図の関係を説き明かすテクストである。
『エンブレマタ』の初版は、1531年にアウクスブルクの出版業者ハインリヒ・シュタイナーが "Emblematum liber" というタイトルで刊行した。しかし、これは著者アルチャートの許可を得ないで出版されたものであった。当時、アルチャートが友人コンラート・ポイティンガーに捧げたラテン語詩が彼の知人たちの間で回覧されており、シュタイナーはそれを元に初版を組み上げたのである。
1534年には、著者の認可を得た正規版がパリのクリスチャン・ヴシェルによって刊行された。アルチャートは、ポイティンガーに捧げた序文の中で、自身のエンブレムを古典文芸に浸った人文主義者たちの気晴らしと位置付けている。なお、アルチャートの手稿には寓意図はついておらず、エンブレム・ブックの形式そのものをアルチャートが生み出したとは言い切れない。
1536年には、最初の訳書として、ヴシェルがフランス語版を刊行した。以降、フランスで大人気を博し、特にリヨンでは16世紀中だけで30回以上版を重ねた。これは、バルテルミー・アノー、ギヨーム・ド・ラ・ペリエールといったフランスのエンブレム作家の出現を促すものでもあった（アノーは『エンブレマタ』の韻文訳も手掛けている）。
また、人気はフランスだけにとどまらなかった。19世紀の書誌学者ヘンリー・グリーンは、16世紀に出された『エンブレマタ』の版を127点もリストアップしている（実在の定かでない版も含む）。ここには、ラテン語版、フランス語版のほか、イタリア語版、スペイン語版、英語版なども含んでいる。こうした人気を反映して『エンブレマタ』所収のエンブレムも増えていき、当初112点だったエンブレムは、増補を重ねて200点を越えた。

## 書誌
上記の通り、再版が非常に多いため、以下は主要な版の断片的紹介にとどまる。
- 1531年 - アウクスブルク、ハインリヒ・シュタイナー
- 1534年 - パリ、クリスチャン・ヴシェル
- 1536年 - （最初のフランス語版）パリ、クリスチャン・ヴシェル
- 1547年 - リヨン、ジャン・ド・トゥルヌ。エンブレムが198点になる。
- 1548年 - （フランス語版）リヨン、ジャン・ド・トゥルヌ。ジャン・ル・フェーヴルによる韻文訳。
- 1548年 - リヨン、セバスチャン・グリフ。エンブレムが201点になる。同じ年にはリヨンのマセ・ボノム、ギヨーム・ルイエも201点バージョンを出している。
- 1549年 - （フランス語版）リヨン、マセ・ボノム。アノーによる韻文訳。
- 1549年 - （最初のスペイン語版）リヨン、マセ・ボノム
- 1549年 - （最初のイタリア語版）リヨン、マセ・ボノム
- 1550年 - リヨン、ギヨーム・ルイエ。エンブレムが211点になる。
- 1561年 - （フランス語・ラテン語対訳版）パリ、ジェローム・ド・マルネフ
- 1586年 - （確認できる最初の英語版）ライデン、クリストフ・プランタン

## 訳書
- 伊藤博明 訳『エンブレム集』ISBN 4756600638